# 6864 Starkenburg
6864 Starkenburg eller 1991 RC4 är en asteroid i huvudbältet som upptäcktes den 12 september 1991 av de båda tyska astronomen Freimut Börngen och Lutz D. Schmadel vid Tautenburg-observatoriet. Den är uppkallad efter borgen Starkenburg.
Den tillhör asteroidgruppen Flora.